# 日本音楽スタジオ協会
一般社団法人日本音楽スタジオ協会（にほんおんがくスタジオきょうかい、英: Japan Association of Professional Recording Studios）は、音楽CDの制作をはじめとする録音技術やレコーディング・スタジオなどの録音環境をより向上させて行くために発足した団体で一般社団法人である。略称はJAPRS

## 沿革
- 1989年（平成元年）2月 - 音楽レコーディングスタジオ49社が集まり任意団体として発足する。
- 1990年（平成2年）12月 - 通商産業大臣(現：経済産業大臣)より社団法人の許可を受け、社団法人日本音楽スタジオ協会として設立される。
- 2013年（平成25年）4月 - 公益法人制度改革により一般社団法人日本音楽スタジオ協会へ移行する。

## 事業
主な活動として、サウンドレコーディング技術認定試験、Pro Tool技術認定試験の実施や、一般社団法人日本オーディオ協会、日本ミキサー協会、一般社団法人日本レコード協会などと合同で主催する日本プロ音楽録音賞がある。

## 所在地
東京都新宿区大久保2-1-11 モナーク大久保3Ｆ